# Another Time, Another Place (musikalbum)
Another Time, Another Place är det andra studioalbumet av den brittiske sångaren och låtskrivaren Bryan Ferry, släppt den 5 juli 1974. Liksom Ferrys solodebut These Foolish Things, består Another Time, Another Place av coverversioner av andra artisters låtar, med undantag för titelspåret, som är Ferrys egen komposition. Medan These Foolish Things mestadels utgörs av Ferrys versioner av poplåtar från 1960-talet, innehåller Another Time, Another Place desto fler tolkningar av soul- och countrymusik.
Another Time, Another Place blev en kommersiell succé och nådde placering #4 på den brittiska albumlistan. Även i Sverige sålde albumet bra och låg på Kvällstoppen i elva veckor med #3 som bästa placering. Låtarna The 'In' Crowd och Smoke Gets In Your Eyes från albumet släpptes som singlar.

## Låtlista
| 1. | The 'In' Crowd            | Billy Page                    | 4:35 |
| 2. | Smoke Gets In Your Eyes   | Jerome Kern/Otto Harbach      | 2:53 |
| 3. | Walk A Mile In My Shoes   | Joe South                     | 4:44 |
| 4. | Funny How Time Slips Away | Willie Nelson                 | 3:30 |
| 5. | You Are My Sunshine       | Jimmie Davis/Charles Mitchell | 6:48 |

| 6.           | (What A) Wonderful World          | Lou Adler/Herb Alpert/Sam Cooke | 2:54  |
| 7.           | It Ain't Me Babe                  | Bob Dylan                       | 3:53  |
| 8.           | Fingerpoppin'                     | Ike Turner                      | 3:34  |
| 9.           | Help Me Make It Through The Night | Kris Kristofferson              | 4:16  |
| 10.          | Another Time, Another Place       | Bryan Ferry                     | 4:46  |
| Total längd: | Total längd:                      | Total längd:                    | 41:58 |

## Medverkande
- Bryan Ferry – sång, keyboard, munspel, orgel
- John Porter – gitarr
- Paul Thompson – trummor
- John Wetton – elbas, fiol
- Henry Lowther – trumpet
- Chris Mercer – tenorsaxofon
- David O'List – gitarr
- Ruan O'Lochlainn – altsaxofon
- Chris Pyne – trombon
- Tony Carr – slagverk
- Tony Charles – trummor
- Don Cirilo
- Paul Cosh – trumpet
- Geoff Daley
- Martin Drover – trumpet
- Bob Efford – saxofon
- Malcolm Griffiths – trombon
- Jimmy Hastings – flöjt
- Morris Pert – slagverk
- John Punter
- Alf Reece –  tuba
- Peter Robinson –  piano
- Ronnie Ross – saxofon
- Bruce Rowlands – slagverk
- Steve Saunders
- Alan Skidmore – tenorsaxofon
- Winston Stone – saxofon
- Vicki Brown – körsång
- Helen Chappell – körsång
- Barry St. John – körsång
- Liza Strike – körsång
- Ann Odell – stråkarrangemang
- Martyn Ford – bleckblåsarrangemang